# H.F.M. 2 (Hunger for More 2)
H.F.M. 2 (Hunger for More 2) — trzeci studyjny album amerykańskiego rapera Lloyda Banksa, członka zespołu hip-hopowego G-Unit. Został wydany 22 listopada, 2010 roku nakładem dwóch wytwórni G-Unit Records i EMI.
Pod koniec drugiego tygodnia stycznia 2011 album sprzedał się w ilości 4.100 plasując się na 160. miejscu notowania Billboard 200. Ogólnie sprzedano 79.000 egzemplarzy.

## Single
- Pierwszym singlem jest "Beamer, Benz, or Bentley", został wydany 9 lutego 2010 roku[7]. Gościnnie występuje raper Juelz Santana. Remiks do utworu został wydany 13 maja tego samego roku, wystąpili w nim Ludacris, The-Dream, Jadakiss, Yo Gotti[8].
- "Any Girl" jest drugim singlem z udziałem piosenkarza Rn'b, Lloyda. Został wydany 8 czerwca 2010 roku[9].
- "Start It Up" został potwierdzony jako trzeci singiel z albumu. Został wydany 2 listopada tego samego roku. Występują Swizz Beatz, Kanye West, Ryan Leslie oraz Fabolous.

## Lista utworów
Opracowano na podstawie źródła.
1. "Take 'Em to War" (featuring Tony Yayo)
2. "Unexplainable" (featuring Styles P)
3. "Payback (P's and Q's)" (featuring 50 Cent)
4. "Home Sweet Home" (featuring Pusha T)
5. "Beamer, Benz, or Bentley" (featuring Juelz Santana)
6. "So Forgetful" (featuring Ryan Leslie)
7. "Father Time"
8. "Start It Up" (featuring Swizz Beatz, Kanye West, Ryan Leslie & Fabolous)
9. "Celebrity" (featuring Akon)
10. "On the Double"
11. "Any Girl" (featuring Lloyd)
12. "I Don't Deserve You" (featuring Jeremih)
13. "Sooner or Later (Die 1 Day)" (featuring Raekwon)
14. "This Is the Life" (Trans World Entertainment Bonus Track)
15. "Stuntin'" (Trans World Entertainment Bonus Track)
16. "Kill It" (featuring Governor) (iTunes Bonus Tracks)
17. "Where I'm At" (featuring Eminem) (iTunes Bonus Tracks)

## Notowania
| Notowanie (2010)       | Pozycja |
| ---------------------- | ------- |
| Billboard 200          | 26      |
| Top Rap Albums         | 4       |
| Top R&B/Hip-Hop Albums | 6       |
| Top Independent Albums | 2       |

## Wydania
| Rok  | Wytwórnia  | Format | Nr katalogowy | Region | •      |
| ---- | ---------- | ------ | ------------- | ------ | ------ |
| 2010 | G-Unit/EMI | CD     | 5099991804129 | USA    | [ 15 ] |
| 2010 | G-Unit/EMI | CD     | 5099991771520 | USA    | [ 15 ] |
| 2011 | G-Unit     | CD     | GUNIT001CD    | Europa | [ 15 ] |